# Martin P4M Mercator
Martin P4M Mercator là một loại máy bay trinh sát biển do hãng Glenn L. Martin Company chế tạo. Nhưng loại máy bay này không được Hải quân Hoa Kỳ chọn, thay vào đó họ đã chọn Lockheed P2V Neptune.

## Biến thể
XP4M-1
P4M-1
P4M-1Q

## Quốc gia sử dụng
Hoa Kỳ
- Hải quân Hoa Kỳ

## Tính năng kỹ chiến thuật (P4M Mercator)
Đặc điểm tổng quát
- Kíp lái: 9
- Chiều dài: 85 ft 2 in (26 m)
- Sải cánh: 114 ft 0 in (34,7 m)
- Chiều cao: 26 ft 1 in (8 m)
- Diện tích cánh: 1.311 ft² (122 m²)
- Trọng lượng rỗng: 48.536 lb (22.016 kg)
- Trọng lượng có tải: 88.378 lb (40.088 kg)
- Trọng lượng cất cánh tối đa: lb (kg)
- Động cơ:
  - 2 × Allison J33-A-23 kiểu turbojet, 4.600 lbf (20 kN)  mỗi chiếc
  - 2 × Pratt & Whitney R-4360 Wasp Major kiểu động cơ piston bố trí tròn, 3.250 hp (2.420 kW)  mỗi chiếc

 Hiệu suất bay 
- Vận tốc cực đại: 410 mph (660 km/h)
- Tầm bay: 2.840 mi (4.570 km)
- Trần bay: 34.600 ft (10.500 m)
- Vận tốc lên cao: ft/phút (m/s)
- Tải trên cánh: lb/ft² (kg/m²)

Trang bị vũ khí

- 4 × pháo 20 mm (.79 in)
- 2 × súng máy.50 in (12,7 mm)

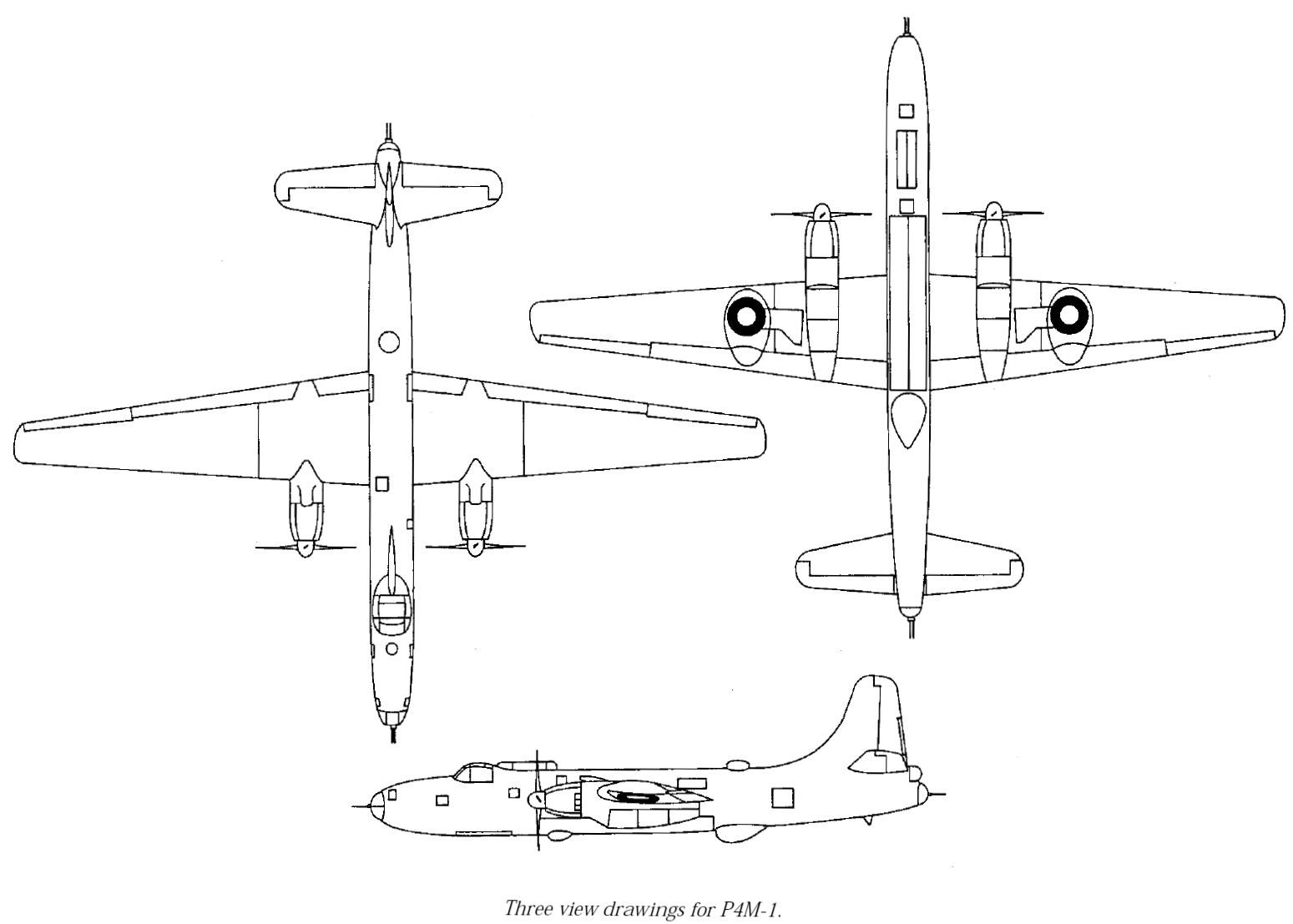
Martin P4M-1 Mercator

- Lên tới 12.000 lb (5.400 kg) bom, mìn, bom chìm hoặc ngư lôi

Hệ thống điện tử

- Radar AN/APS-33